# Václavov (Miroslav)

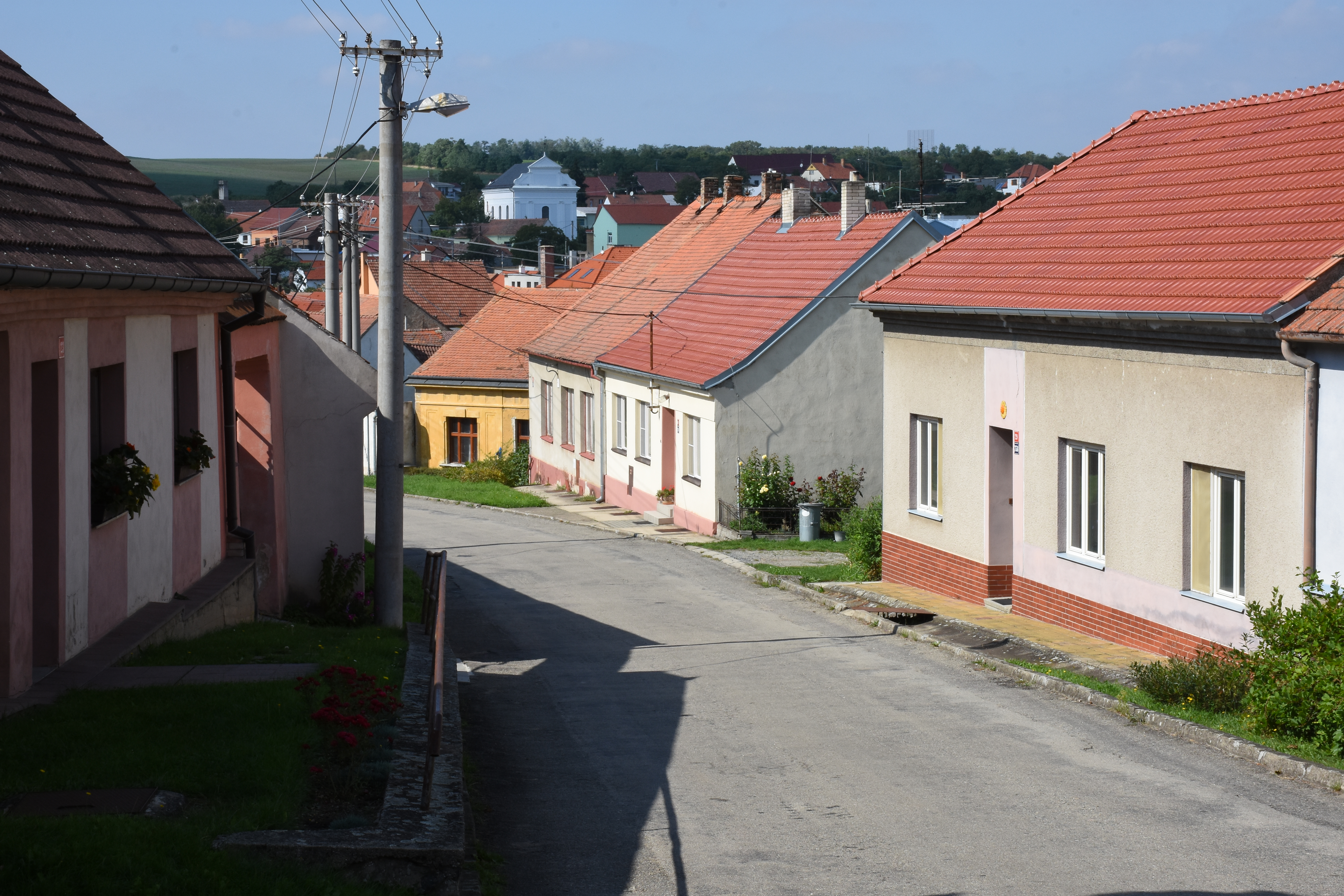
Ortsansicht, im Hintergrund die Evangelische Kirche Miroslav

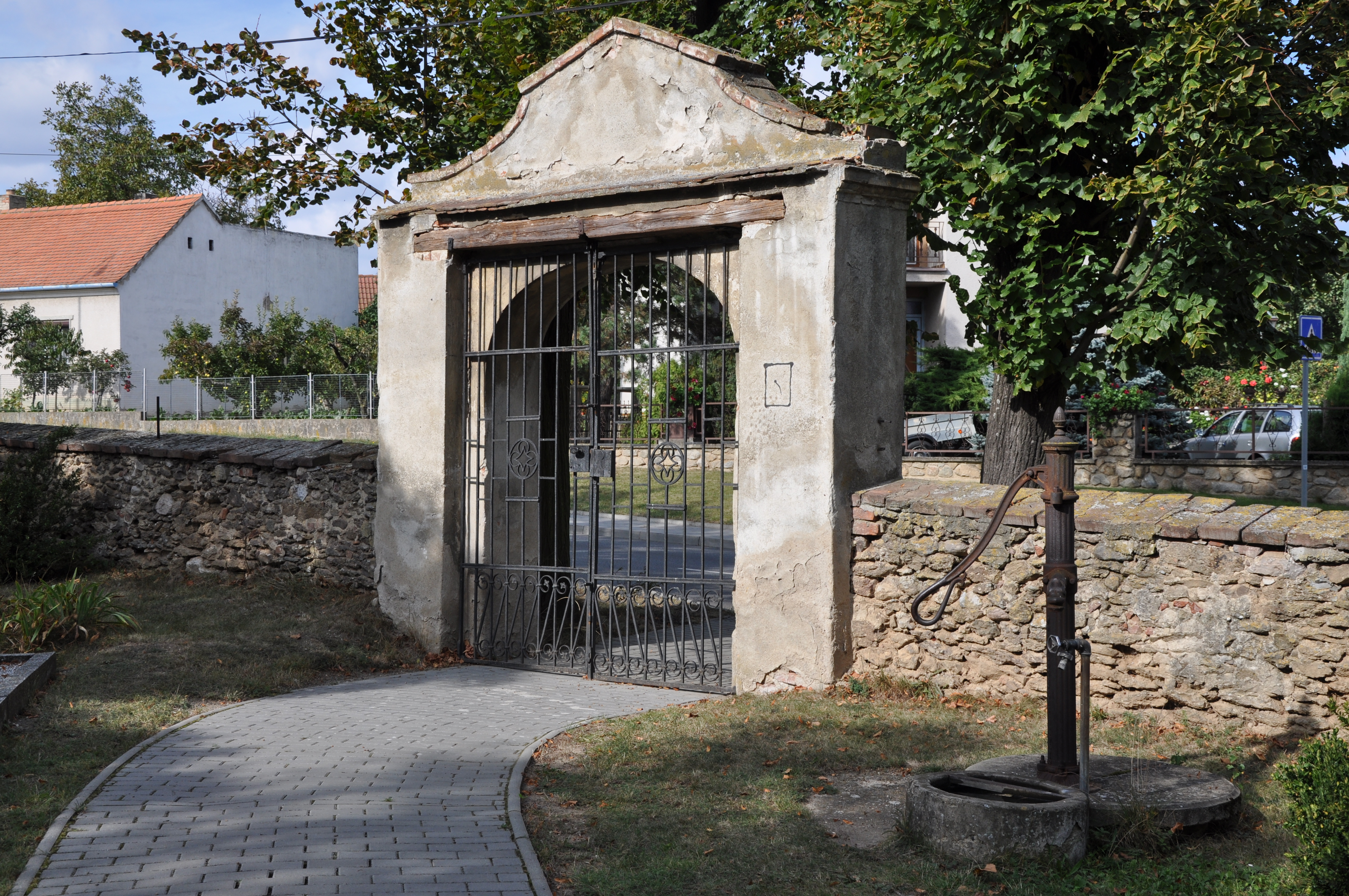
Evangelischer Friedhof Miroslav

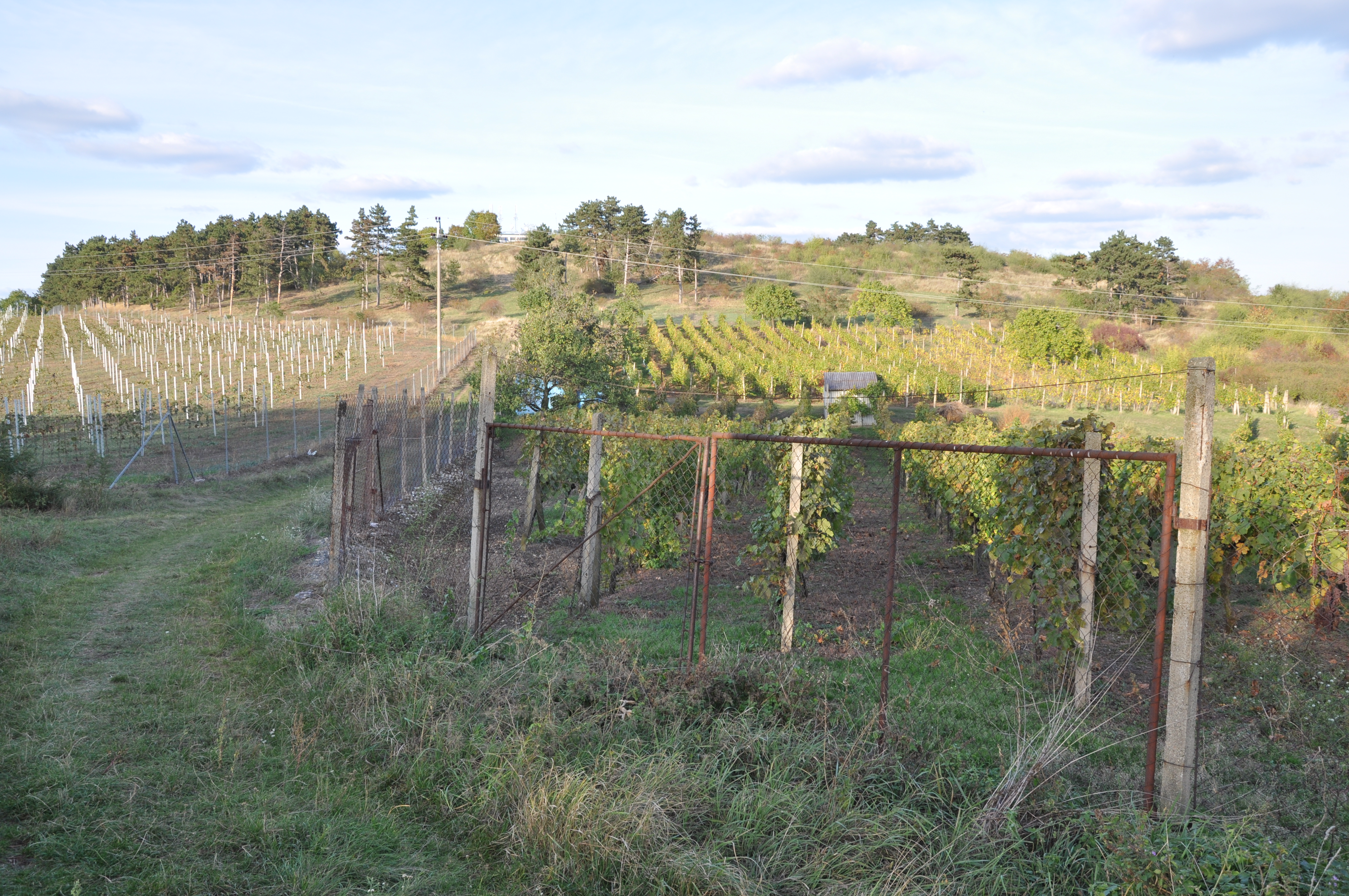
Blick zum Markův kopec

Václavov (deutsch Wenzelsdorf) ist eine Ortslage der Stadt Miroslav in Tschechien. Sie liegt am südlichen Stadtrand von Miroslav und gehört zum Okres Znojmo.

## Geographie
Václavov befindet sich linksseitig des Baches Miroslavka (Damitzbach) und wird von den Hügeln der Miroslavská hrásť (Mißlitzer Horst) umgeben. Südlich erheben sich der Markův kopec (Markusberg, 300 m.n.m.), Zadní Markův kopec (295 m.n.m.), Ve vinohradu (297 m.n.m.) und der Větrník (290 m.n.m.), im Südwesten die Paseka (289 m.n.m.). 
Nachbarorte sind Miroslav im Norden, Suchohrdly u Miroslavi im Osten, Damnice, Dolenice und Kašenec im Südosten, Mackovice und Čejkovice im Süden, Mšice, Oleksovice, Rybnický Mlýn und Vítonice im Südwesten, Želetice und Hostěradice im Westen sowie Míšovice im Nordwesten. 

## Geschichte
Das Dorf Wenztorf gehörte seit etwa 1350 dem Hinz von Leipa; er verkaufte es 1368 an die Brüder Wenzel und Ratibor von Myslibořic. Bis 1376 ist Wenzel von Myslibořic als Besitzer nachweislich. Ihm folgte Sigmund von Myslibořic, der das Dorf im Jahre 1390 an die Besitzer der Feste Myroslawa, Johann d. Ä.  von Hardegg und Johann von Mohelno, verkaufte. Diese schlugen Wenzelsdorf dem Gut Myroslawa zu. Nach dem Tod des Hans von Hardegg fiel das Gut an den Landesherren heim. Markgraf Jobst von Mähren schenkte das Gut 1398 dem Wilhelm von Landstein für treue Dienste. Zugunsten dessen minderjährigen Erben wurde das Gut Myroslawa 1407 an die Kinder des Marquard Hadač von Duban verkauft, die es teilten. Die Dörfer Mitterdorf und Weizendorf – das heutige Václavov – erhielt Margarethe von Duban; die Feste Myroslawa mit Pemdorf deren Schwestern Lyda und Ursula, die ihre Ehemänner Konrad und Bohunek von Wratišow darauf in Gütergemeinschaft nahmen. Im Laufe des 15. Jahrhunderts erfolgten zahlreiche Besitzerwechsel, die beiden Anteile wurde wieder vereint. Zwischen 1458 und 1490 besaßen die Herren von Skrbený das Gut, zwischen 1497 und 1569 gehörte es den Valecký von Mírov. Im Jahre 1533 erhob Ferdinand I. Misliz zum Markt; wobei sich dieser Name damals auf das Gut und die Feste Myroslawa bezog, zu denen die drei eng beieinander liegenden Weinbauorte Böhmdorf – wo die Pfarre stand –, Mitterdorf und Wenzelsdorf gehörten. Jiří Valecký von Mírov tauschte 1569 das Gut Misliz bei Wenzel Hodický von Hoditz gegen das Gut Hostim ein. Während der Zeit der Reformation im 16. Jahrhundert wurde Wenzelsdorf protestantisch. Während des Dreißigjährigen Krieges wurde das Dorf durch die Jesuiten wieder rekatholisiert. 
Nach der Schlacht am Weißen Berg wurde der Besitz des Aufständischen Hynko Hoditz von Hoditz konfisziert; 1626 kaufte Georg von Náchod und Lichtenburg die Herrschaft Mislitz. Dessen Sohn Ferdinand Leopold verkaufte sie 1661 an Rudolf von Kaunitz. Nachfolgende Besitzer waren Rudolf Heinrich von Schaumburg und ab 1687 dessen Sohn Hannibal. Dessen Witwe Maria Katharina verkaufte im Januar 1692 einen aus dem Markt Mislitz (Mitterdorf und Böhmdorf mit Schloss Miroslaw), dem Dorf Wenzelsdorf, einem Meierhof, einer Schäferei, Weingärten und Maut bestehenden Teil der Herrschaft an Ferdinand von Morzin, der diesen im September 1692 zum Kaufpreis an das Stift Bruck, das dafür zum Verkauf der Güter Althart und Klupitz verpflichtet wurde, weiterveräußerte. Am 31. Juli 1776 brannten Wenzelsdorf und Mislitz nieder. Nach der Aufhebung des Klosters Bruck fiel die Herrschaft Mislitz mit dem angeschlossenen Gut Lodenitz 1784 dem Religionsfonds zu. Am 28. Juli 1794 wurden Wenzelsdorf und Mislitz erneut durch ein Großfeuer in Schutt und Asche gelegt. Östlich und westlich des alten Dorfes entstanden im ersten Viertel des 19. Jahrhunderts mehrere Häuslerzeilen, die heute v. a. die Straßen Česká und Rybniční bilden. 1823 verkaufte die Mährisch-schlesische Staatsgüterveräußerungskommission die Herrschaft Mislitz an Joseph von Hopfen. Beim Ausbruch der Brechruhr starben 1831 16 Einwohner. 
Im Jahre 1835 bestand das im Znaimer Kreis am Markusberg gelegene Dorf Wenzelsdorf aus 101 Häusern, in denen 555 Personen lebten. Pfarr- und Schulort war Mislitz. Bis zur Mitte des 19. Jahrhunderts blieb Wenzelsdorf der Allodialherrschaft Mislitz untertänig.
Nach der Aufhebung der Patrimonialherrschaften bildete Wenzelsdorf / Venclsdorf ab 1849 eine Gemeinde im Gerichtsbezirk Mährisch Kromau. 1857 wurde im westlichen Teil der Gemarkung Wenzelsdorf am Weg nach Hosterlitz der evangelische Friedhof angelegt. Ab 1869 gehörte die Gemeinde zum Bezirk Mährisch Kromau; zu dieser Zeit hatte Wenzelsdorf 653 Einwohner. Der tschechische Ortsname Václavov wurde in den 1870er Jahren eingeführt. Im Jahre 1900 lebten in Wenzelsdorf 847 Personen; 1910 waren es 959. 1907 erfolgte die Eingemeindung nach Mislitz. Beim Zensus von 1921 lebten in den 186 Häusern des Dorfes 979 Personen, darunter 499 Tschechen, 440 Deutsche und acht Juden. Im Jahre 1930 hatte Wenzelsdorf 1271 Einwohner. Nach dem Münchner Abkommen wurde der Ort 1938 dem Großdeutschen Reich zugeschlagen und gehörte bis 1945 zum Kreis Znaim. Nach dem Kriegsende kam Pemdorf zur Tschechoslowakei zurück, es erfolgte die Wiederherstellung der alten Bezirksstrukturen. Der größte Teil der deutschsprachigen Bewohner wurde 1946 vertrieben. 1950 lebten in Václavov nur noch 685 Personen. Im Zuge der Gebietsreform und der Aufhebung des Okres Moravský Krumlov kam Václavov am 1. Juli 1960 zum Okres Znojmo. Der 806 ha große Katastralbezirk Václavov wurde 1966 dem Katastralbezirk Miroslav zugeschlagen. Am 1. Juli 1980 verlor Václavov den Status eines Ortsteils und wurde als Vorstadtsiedlung von Miroslav betrachtet. 1991 lebten 306 Personen in Václavov.

## Sehenswürdigkeiten
- Evangelischer Friedhof, angelegt 1857
- Jüdischer Friedhof, östlich des Dorfes, er entstand vermutlich zu Beginn des 17. Jahrhunderts
- Naturdenkmal Miroslavské kopce